# 冯衍 (1908年)
冯衍（1908年—1947年11月3日），字卜藩，江蘇南通人。中國軍人。四叔是冯善征。

## 生平
冯衍曾在江苏省立第七中学就讀。五卅事件發生後，冯衍參與抵制日貨和英貨。後來他又毕业于黄埔军校第六期、陆军大学第十三期、国防研究院第一期。
一二八事件期間，當時作為少校参谋的冯衍随国民革命军第五军支援駐守上海的国民革命军第十九路军。台儿庄戰役期間，正在国民政府军事委员会軍令部第一处工作的少将处长冯衍跟随白崇禧支援李宗仁。
中国远征军成立後，時任国民革命军第七十一军参谋长的冯衍改任中国远征军司令长官部少将副参谋长、国民政府军事委员会驻东南亚司令部首席联络官。
1945年9月12日，冯衍以中国代表团团长的身份參加在新加坡的东南亚司令部舉行的日本軍隊投降仪式。
1946年，冯衍改任中華民國国防部办公室副主任、中華民國国防部土地建筑司司长，并晋升中将。1947年10月23日，罹患高血糖的冯衍前往临海出差，之後返回南京，坐輪船途徑海门時，冯衍一直呕吐，胃部大量出血，之後坐船前往上海治病，最終在上海的中西療養院去世。冯衍被葬于上海万国公墓。中華人民共和國成立後，冯衍墓迁回南通。墓地於文革期间被毁，尸骨无存。